# Ferenc Dávid
Ferenc Dávid (en húngaro, Dávid Ferenc; 1510 - 15 de noviembre de 1579) fue un reformador y humanista húngaro, fundador de la iglesia unitaria de Transilvania y figura clave en la Reforma Protestante en Hungría.

## Biografía
Estudió en Wittenberg y Fráncfort del Oder, luego fue ministro luterano en Kolozsvár (Clausenburgo, Cluj-Napoca). Como predicador luterano de la corte del rey Juan Segismundo siguió una evolución espiritual que le empujó a aceptar primero las doctrinas de Calvino; luego, con otros antitrinitarios como Giorgio Blandrata, elaboró la doctrina de la religión unitaria basándose en las obras del español Miguel Servet.
Dávid convenció al rey unitario, Juan Segismundo, que dictase el Edicto de Torda (1568), que fue el primer edicto de tolerancia religiosa en la historia mundial moderna. Este edicto daba libertad de predicación a católicos, luteranos, calvinistas y unitarios.
Tras la muerte del rey Juan Segismundo llegó la Contrarreforma a Transilvania. Ferenc Dávid fue condenado a cadena perpetua y murió en prisión en el castillo de Déva en 1579.
La Iglesia Unitaria que él fundó ha logrado sobrevivir con grandes dificultades hasta nuestros días en la región de habla húngara de la actual Rumania y también en Hungría (aunque se trata de dos iglesias independientes). Actualmente cuenta con más de 70.000 miembros en Transilvania y unos 20.000 en Hungría. Hay un obispo a la cabeza de cada Iglesia, elegido por el Sínodo correspondiente. 
La sede central de la Iglesia Unitaria de Transilvania se encuentra en la ciudad de Kolozsvár, mientras que la de la Iglesia Húngara está en Budapest.